# Frenchman Lake (Yukon)
Der Frenchman Lake, in der Sprache der Nördlichen Tutchone Łútth’i Mǟn, ist ein 14,41 km² großer See 23 km nordöstlich der Gemeinde Carmacks im kanadischen Territorium Yukon. Der See befindet sich im Stammesgebiet der Little Salmon/Carmacks First Nation.

## Lage
Der Frenchman Lake ist ein langgestreckter See mit einer Ausrichtung in NW-SO-Richtung. Er hat eine Länge von etwa 18,5 km sowie eine maximale Breite von einem Kilometer. Der See ist in mehrere Seebecken gegliedert. Der See befindet sich auf einer Höhe von 575 m. Er ist bis zu 65 m tief und weist eine mittlere Wassertiefe von 14,6 m auf. Der Frenchman Lake wird am nördlichen Seeende zum weiter nördlich fließenden Tatchun River entwässert. 5 km vom südlichen Seeende entfernt zweigt vom Robert Campbell Highway eine Nebenstraße zum See ab, die entlang dem östlichen Seeufer nach Norden führt. An dieser Straße befinden sich zwei staatliche Campingplätze, der „Frenchman Lake Campground“ am südlichen Seeende sowie der „Nunatuk Campground“ etwa auf halber Seelänge am östlichen Seeufer. Beide Campingplätze weisen eine Bootsrampe auf.

## Seefauna
Seit 2016 ist der Fang von Amerikanischen Seesaiblingen im See untersagt. Grund des Fangverbots ist der geringe Bestand dieser Fischart im See. Dagegen erscheint die Fischpopulation der Heringsmaräne stabil zu sein.